# 北大路
北大路（きたおおじ）
- 日本・中国・朝鮮の宮城都市で用いられた都市プラン「条坊制」において、都（洛中）の北辺を東西に通る大通り（大路）のこと。「一条大路」ともいう。
- 日本の京都起源の地名・人名（本項で詳述）。

## 京都の「北大路」
北大路とは日本の京都に由来する地名・人名である。起源は平安京の一条大路（北大路）と思われるが、現在の京都市北区・左京区を通る「北大路通」は第二次世界大戦前の都市計画により完成したものであり、平安京の一条大路（現在の一条通）とは離れた位置にある。
今日では、北大路通や京都市営地下鉄烏丸線北大路駅（烏丸北大路交差点界隈）周辺の街が北大路と呼ばれている（駅に併設した商業・公共複合施設は「キタオオジタウン」という愛称で呼ばれている）。付近には大谷大学、立命館小学校、京都教育大学附属京都小中学校、北区役所などがある。

## 姓氏の「北大路」
「北大路」を姓とする著名人には京都の上賀茂で生まれた陶芸家の北大路魯山人（本名は北大路房次郎）がいる。
また、戦前から戦後にかけて時代劇の大スターであった市川右太衛門（本名は浅井善之助）はこの地域に邸宅を構えたので「北大路の御大」と周囲の人たちから呼び慣わされた。その次男も同じく俳優の道を歩み、芸名「北大路欣也」（本名は浅井将勝）として活躍している。

### その他
- 北大路さくら（アーケードゲーム・テレビアニメ『アイカツ!』の登場キャラクター）
- 北大路さつき（漫画・テレビアニメ『いちご100%』の登場キャラクター）
- 北大路花火（サクラ大戦3・サクラ大戦4の登場キャラクター）